# Penske Media Corporation

Logotipo da Penske Media Corporation

Penske Media Corporation (PMC) (/ˈpɛnskiː/), anteriormente conhecida como Mail Media Corporation (MMC), é uma empresa estadunidense de mídia digital, publicação e serviços de informação com sede em Los Angeles e na cidade de Nova Iorque. Publica mais de vinte marcas digitais e impressas, incluindo Variety, Rolling Stone, Women's Wear Daily, Deadline Hollywood, Billboard, The Hollywood Reporter, Boy Genius Report, Robb Report, Artforum, ARTnews e outras.
Foi fundada por Jay Penske em 2003 e ele é o presidente e diretor-executivo desde então.

## História
A PMC começa em 2003, quando Jay Penske fundou a empresa como uma companhia de marketing e serviços de internet chamada Velocity Services, Inc. A empresa adquiriu o domínio Mail.com e foi renomeada para Mail.com Media Corporation (MMC). Em 2008, a empresa recebeu um investimento de 35 milhões de dólares de um fundo de capital privado.
Em 2009, a empresa comprou o site Deadline Hollywood Daily, especializado em notícias de entretenimento.
Em 2010, a empresa vendeu o serviço de email e portal Mail.com para a United Internet, uma das maiores empresas de internet da Alemanha. Em 2012, a empresa se reestruturou como Penske Media Corporation e comprou a revista Variety, uma das mais prestigiadas publicações sobre cinema e televisão. Desde então, a empresa expandiu seu portfólio de marcas digitais e impressas, incluindo Rolling Stone, Women's Wear Daily, The Hollywood Reporter, Billboard e outras. A empresa também investiu em plataformas de dados, eventos ao vivo e parcerias internacionais.